# Sabinares Sierra de Cabrejas
Sabinares Sierra de Cabrejas este o arie protejată (arie specială de conservare — SAC, sit de importanță comunitară — SCI) din Spania întinsă pe o suprafață de 32.670,86 ha, integral pe uscat.

## Localizare
Centrul sitului Sabinares Sierra de Cabrejas este situat la coordonatele 41°45′17″N 2°48′37″W / 41.7546°N 2.8104°V.

## Înființare
Situl Sabinares Sierra de Cabrejas a fost declarat sit de importanță comunitară în decembrie 1997 pentru a proteja 16 specii de animale. Situl a fost protejat și ca arie specială de conservare în septembrie 2015.

## Biodiversitate
Situată în ecoregiunea mediteraneană, aria protejată conține 34 de habitate naturale: Lacuri și iazuri distrofice naturale, Iazuri temporare mediteraneene, Peșteri inaccesibile publicului, Formațiuni ierboase bogate în specii de Nardus, dezvoltate pe substraturi silicioase în zone montane (și în zone submontane, în Europa continentală), Pseudostepă cu ierburi și specii anuale de Thero-Brachypodietea, Păduri de pin mediteraneene cu pini mezogeni endemici, Matorral arborescenți cu Juniperus spp., Depresiuni pe substraturi de turbă de Rhynchosporion, Păduri iberice de Quercus faginea și Quercus canariensis, Pajiști cu Molinia pe soluri calcaroase, turboase sau argilos-nămoloase (Molinion caeruleae), Pajiști uscate europene, Pajiști umede mediteraneene cu ierburi înalte de Molinio-Holoschoenion, Păduri de stejar galițio-portugheze cu Quercus robur și Quercus pyrenaica, Formațiuni stabile xerotermofile de Buxus sempervirens pe pante stâncoase (Berberidion p.p.), Păduri de Quercus ilex și Quercus rotundifolia, Galerii de Salix alba și de Populus alba, Râuri de munte și vegetația lor lemnoasă cu Salix elaeagnos, Păduri termofile cu Fraxinus angustifolia, Turbării active, Pajiști uscate seminaturale și facies de acoperire cu tufișuri pe substraturi calcaroase (Festuco-Brometalia) (* situri importante pentru orhidee), Păduri de pin (sub-) mediteraneene cu pini negri endemici, Grohotișuri termofile și vest-mediteraneene, Pajiști umede atlantice temperate cu Erica ciliaris și Erica tetralix, Râuri mediteraneene cu debit permanent și vegetație de Glaucium flavum, Păduri endemice cu Juniperus spp., Mlaștini alcaline, Pajiști carstice calcaroase sau bazofile, de Alysso-Sedion albi, Izvoare petrifiante cu formare de travertin (Cratoneurion), Pante stâncoase calcaroase cu vegetație casmofită, Liziere de ierburi înalte hidrofile de câmpie și de nivel montan până la alpin, Mlaștini turboase de tranziție și turbării mișcătoare, Cursuri de apă de la nivel de câmpie la nivel montan, cu vegetație Ranunculion fluitantis și Callitricho-Batrachion, Fânețe de joasă altitudine (Alopecurus pratensis, Sanguisorba officinalis), Lacuri eutrofice naturale cu vegetație de tip Magnopotamion sau Hydrocharition.
La baza desemnării sitului se află mai multe specii protejate:
- amfibieni (1): Discoglossus jeanneae
- mamifere (9): liliac cârn (Barbastella barbastellus), Galemys pyrenaicus, vidră de râu (Lutra lutra), liliac cu aripi lungi (Miniopterus schreibersii), liliac cu urechi mari (Myotis bechsteinii), liliac cărămiziu (Myotis emarginatus), liliac comun (Myotis myotis), liliacul mare cu potcoavă (Rhinolophus ferrumequinum), liliacul mic cu potcoavă (Rhinolophus hipposideros)
- nevertebrate (3): fluturele auriu (Euphydryas aurinia), Euplagia quadripunctaria, Phengaris nausithous
- pești (3): Achondrostoma arcasii, Cobitis calderoni, Pseudochondrostoma duriense

Pe lângă speciile protejate, pe teritoriul sitului au mai fost identificate 31 de specii de plante, 6 specii de amfibieni, 15 specii de mamifere, 5 specii de nevertebrate, 2 specii de pești, 2 specii de reptile.